# Darko Maver
Darko Maver, slovenski policist, pravnik in kriminolog, * 1951, Ljubljana 
Diplomiral je leta 1976 na ljubljanski Pravni fakulteti, doktoriral pa leta 1987 iz kazensko-pravnih znanosti na Pravni fakulteti Univerze v Beogradu. Maver je bil vrsto let redni profesor na Fakulteti za varnostne vede Univerze v Mariboru. Med letoma 1990 in 1993 je bil direktor Kriminalistične službe MNZ.
Leta 2014 mu je Univerza v Mariboru podelila naziv zaslužni profesor.

## Odlikovanja in nagrade
Leta 1993 je prejel srebrni častni znak svobode Republike Slovenije z naslednjo utemeljitvijo: »za izjemne zasluge pri obrambi svobode in uveljavljanju suverenosti Republike Slovenije«.